# Batalha de Bunker Hill

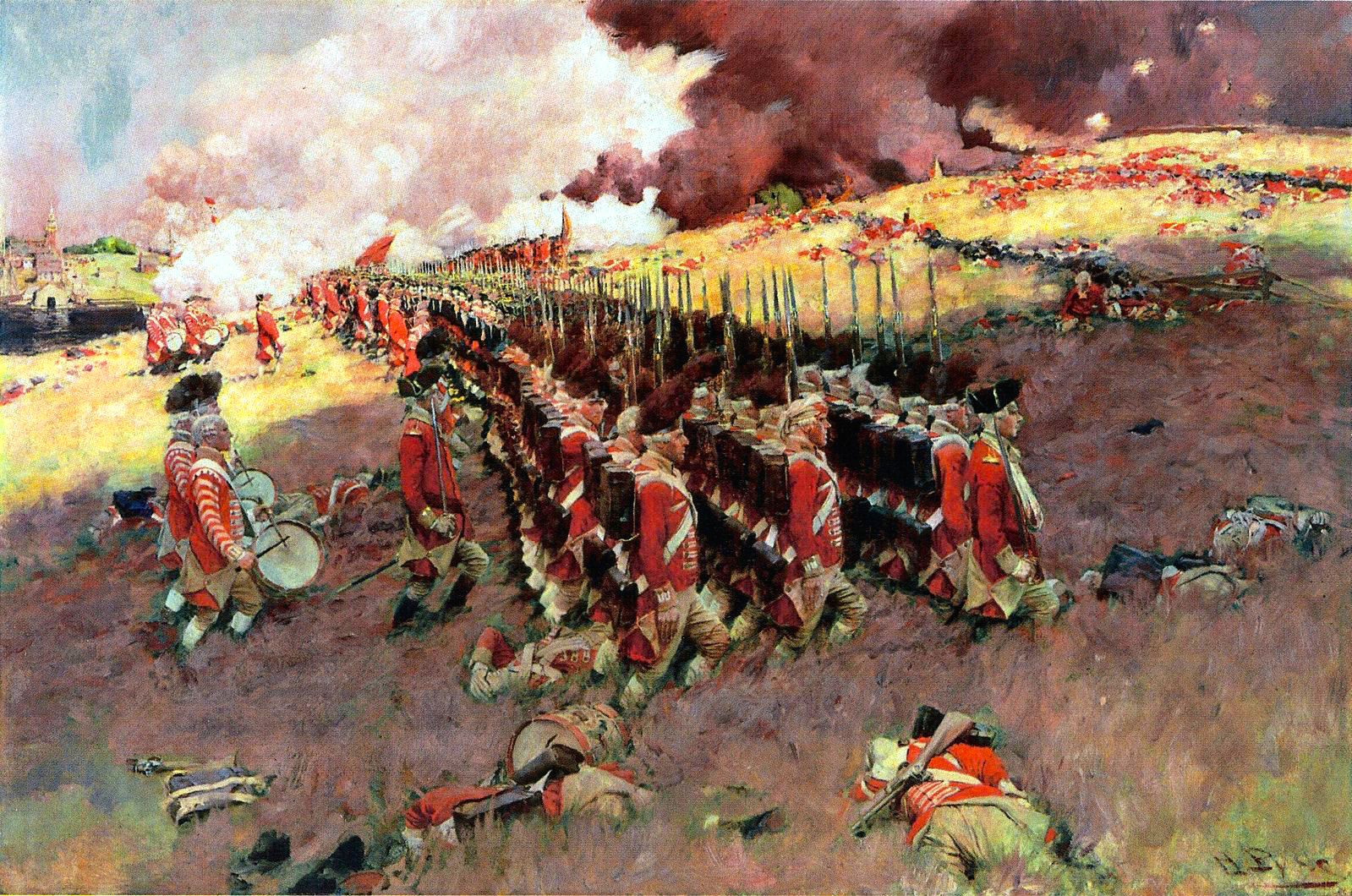
O avanço do Exército inglês em Bunker Hill, por Howard Pyle.

A Batalha de Bunker Hill foi um confronto militar que ocorreu em 17 de junho de 1775 entre milícias dos Estados Unidos do movimento pró-independência contra soldados do Exército Britânico, durante o Cerco de Boston que se desenrolou no começo da Guerra Revolucionária Americana. A batalha ganhou este nome devido a uma de suas fases ter sido travada na colina de Bunker, sendo um dos objetivos de conquista estratégico de ambos os lados durante o combate. Às vezes o confronto é chamado de "Batalha de Breed's Hill".
Em 13 de junho de 1775, os líderes das forças coloniais em Boston descobriram que os generais britânicos planejavam levar suas tropas até as colinas que cercavam a cidade. Em resposta a esta informação, 1 200 milicianos sob comando de William Prescott ocuparam sorrateiramente Bunker Hill e Breed's Hill, construindo um reduto neste último e fortificando as linhas ao redor da península de Charlestown.
Quando os britânicos souberam, no dia seguinte, sobre a movimentação dos americanos e de suas novas posições defensivas, eles lançaram um ataque frontal maciço. Duas investidas contra as linhas das forças coloniais foram repelidas com grandes perdas para os ingleses, mas no terceiro ataque os americanos foram vencidos depois que os defensores do reduto ficaram sem munição. As forças americanas recuaram até Cambridge além de Bunker Hill, sofrendo várias baixas.
Embora Bunker Hill tenha sido uma vitória para o Reino Unido, os britânicos acabaram perdendo muitos homens: mais de 800 combatentes foram feridos e outros 226 morreram, incluindo vários oficiais de alta patente. A batalha é utilizada como exemplo de uma "vitória pírrica", pois a conquista dos objetivos (a conquista de Bunker Hill) foi modesta e não teve muita influência no resultado da campanha (que pretendia conquistar a península inteira), enquanto as perdas sofridas para conquistar estes objetivos foram muito altas (os ingleses perderam quase um-terço de sua força de combate). Enquanto isso, as tropas americanas conseguiram recuar e se reagrupar em boa ordem sofrendo comparativamente muito menos perdas. Além disso, a batalha mostrou que as forças coloniais americanas, relativamente inexperientes e mal organizadas a princípio, tinham a capacidade e os meios de resistirem ao ataque de um exército regular durante uma batalha.